# Wołkowszczyzna (rejon szarkowszczyński)
Wołkowszczyzna (biał. Воўкаўшчына; ros. Волковщина) – wieś na Białorusi, w obwodzie witebskim, w rejonie szarkowszczyńskim, w sielsowiecie Jody.

## Historia
W czasach zaborów wieś kościelna w powiecie dzisieńskim, w guberni wileńskiej Imperium Rosyjskiego. Zgodnie z SgKP należała do zakonu Paulinów
W latach 1921–1945 wieś leżała w Polsce, w województwie wileńskim, w powiecie dziśnieńskim (od 1926 w powiecie brasławskim), w gminie Jody.
Według Powszechnego Spisu Ludności z 1921 roku zamieszkiwało tu 71 osób, 40 było wyznania rzymskokatolickiego a 31 prawosławnego. Jednocześnie 4 mieszkańców zadeklarowało polską a 67 białoruską przynależność narodową. Było tu 11 budynków mieszkalnych. W 1931 w 10 domach zamieszkiwało 73 osoby.
Wierni należeli do parafii rzymskokatolickiej w Borodzieniczach i parafii prawosławnej w Jodach. Miejscowość podlegała pod Sąd Grodzki w Brasławiu i Okręgowy w Wilnie; właściwy urząd pocztowy mieścił się w Jodach.
W wyniku napaści ZSRR na Polskę we wrześniu 1939 miejscowość znalazła się pod okupacją sowiecką. 2 listopada została włączona do Białoruskiej SRR. Od czerwca 1941 roku pod okupacją niemiecką. W 1944 miejscowość została ponownie zajęta przez wojska sowieckie i włączona do Białoruskiej SRR.
Od 1991 w składzie niepodległej Białorusi.